# Миколаївська сільська рада (Петропавлівський район)
| Миколаївська сільська рада — орган місцевого самоврядування у Петропавлівському районі Дніпропетровської області з адміністративним центром у c. Миколаївка. Сільській раді підпорядковані населені пункти: - c. Миколаївка |

## Склад ради
Рада складається з 30 депутатів та голови.
- Сільський голова: Одоєвцев Віктор Миколайович
- Секретар сільської ради: Селіванова Зіна Олександрівна

## Керівний склад сільської ради
Примітка: таблиця складена за даними джерела